# Наземка Гойффеля
Наземка Гойффеля (Polycnemum heuffelii) — вид квіткових рослин родини щирицевих (Amaranthaceae).

## Біоморфологічна характеристика
Це однорічна рослина 5–30 см заввишки. Стебла мало розгалужені, лежачі чи висхідні. Листки майже ниткоподібні, 5–12 мм завдовжки, у середній частині стебла майже горизонтально відхилені. Насіння округло-овальне, 1–1.3 мм завдовжки, 1 мм завширшки.

## Поширення
Росте у Європі від Італії до Уралу.
В Україні вид росте на пісках і піщаних полях — на Закарпатті, рідко (с. Руське Закарпатської області); у Правобережному та Лівобережному Лісостепу, звичайно